# Aaron Bernstein
Aaron Bernstein (1812 — 1884) foi um cientista , autor e reformista judeu. Em meados do século XIX, participou ativamente do movimento de reforma sinagogal na Alemanha. Foi autor de duas histórias de gueto, Vögele der Maggid e Mendel Gibbor, sendo um dos criadores desse gênero de ficção moderna. Também era publicitário, e sua História da Revolução e Reação na Alemanha (3 vols., 1883-1884) foi uma coleção de importantes ensaios políticos.